# OML
OML (ang. Object Manipulation Language, język manipulowania obiektami) – język używany podczas tworzenia wiązań do zewnętrznego języka programowania.